# امینه (فیلم ۲۰۲۴)
امینه (به انگلیسی: Ameena) یک فیلم هندی درام اکشن دلهره‌آور هندی-زبان است که برنامه‌ریزی شده بود تا در روز ۱۲ آوریل ۲۰۲۴ همزمان با عید به نمایش درآید، کارگردانی فیلم را کومار راج بر عهده داشت و بازیگران اصلی ریکا رانا و آنانت ماهادوان هستند.